# Ait Abbas
Ait Abbas  (in arabo أيت عباس‎?) è un centro abitato e comune rurale del Marocco situato nella provincia di Azilal, regione di Béni Mellal-Khénifra. Conta una popolazione di 12 633 abitanti (censimento 2014).